# Castillo de Dosrius
El castillo de Dosríus estaba ubicado en la cima de una colina (246 m de altura) al norte de la población de Dosríus, en la comarca barcelonesa del Maresme; en la actualidad solo se conservan sus ruinas. 
Documentado ya el año 1114, es contemporáneo de otros castillos de la zona, como el castillo de Burriac. Hasta la primera mitad del siglo XV perteneció al priorato de San Pedro de Caserras. 
Los linajes propietarios del castillo de Dosríus han sido los Dosríus (siglos XII a XIII), Castellà (siglos XIII a XV) y Sentmenat (siglos XV a XXI), siendo estos últimos los actuales propietarios.